# Franco Ruffini
Franco Ruffini (Macerata, 1939) è un regista teatrale, drammaturgo e critico teatrale italiano.

## Biografia
Laureato in Fisica alla Sapienza - Università di Roma, ha insegnato matematica e fisica ai licei, per poi appassionarsi e dedicarsi al teatro. Ha insegnato "Semiologia dello spettacolo" al DAMS di Bologna e poi "Storia del teatro e dello spettacolo", "Panorama del teatro contemporaneo", "Maestri del teatro", "Teorie dell'attore" e altre discipline collegate all'Università degli Studi Roma Tre. È anche stato direttore del Dipartimento Comunicazione e Spettacolo nella stessa università.
Nel 1976 ha collaborato alla relazione ufficiale dell'UNESCO in occasione dell'Atelier internazionale del terzo teatro a Belgrado. È uno dei fondatori dell'ISTA, organizzazione di ricerca di antropologia teatrale fondata nel 1979 e diretta da Eugenio Barba, con la quale collabora all'University of Eurasian Theatre.
Ha pubblicato due romanzi sperimentali (Entro il margine d'errore, nel 1970, presentato da Giorgio Manganelli, e Analisi armoniche, nel 1973, presentato da Gian Carlo Roscioni, entrambi nella collana "La ricerca letteraria" dell'Einaudi) e scritto diversi radiodrammi (tra cui Variando presentato al 22° e Piccole abilità presentato al 28° Prix Italia) e altre opere teatrali sperimentali.
Dopo essersi occupato di semiotica, di teatro rinascimentale e di spazio scenico nel XVIII secolo, si è occupato prevalentemente di teatro del Novecento, in particolare del lavoro dell'attore, studiando Konstantin Sergeevič Stanislavskij, Antonin Artaud, Jerzy Grotowski, Edward Gordon Craig, Jacques Copeau, Émile Jaques-Dalcroze, Étienne Decroux, Tadeusz Kantor, lo stesso Eugenio Barba e altri, e diventando con Ferdinando Taviani, Fabrizio Cruciani, Mirella Schino, Claudio Meldolesi, Ferruccio Marotti, Eugenia Casini-Ropa e Nicola Savarese uno dei suoi specialisti più noti anche all'estero.
Collaboratore di riviste quali "Biblioteca Teatrale", "Prove di drammaturgia", "Primafila", "Quaderni di teatro", "Cultura teatrale", "Teatro e Storia" (rivista che ha fondato e dirige insieme ad altri dal 1986), ha anche scritto prefazioni e postfazioni a diversi libri di critica, storia e teoria del teatro.

## Opere
critica e storia del teatro
- Semiotica del testo: l'esempio teatro, Bulzoni, Roma 1978
- La scuola degli attori. Rapporti dalla prima sessione dell'ISTA (a cura di), La casa Usher, Firenze 1980
- Teatri prima del teatro. Visioni dell'edificio e della scena tra Umanesimo e Rinascimento, Bulzoni, Roma 1983
- Commedia e festa nel Rinascimento. La «Calandria» alla corte di Urbino, Il Mulino, Bologna 1986
- Considerazioni sulla critica teatrale, in Luciano Nanni (a cura di), Identità della critica, Nuova Alfa Elemond, Bologna 1991
- Teatro e boxe. L'«atleta del cuore» nella scena del Novecento, Il Mulino, Bologna 1994
- I teatri di Artaud. Crudeltà, corpo-mente, Il Mulino, Bologna 1996
- Per piacere. Itinerari intorno al valore del teatro, Bulzoni, Milano 2001
- Antonin Artaud: teatro, libri e oltre (a cura di, con Alessandro Berdini), Bulzoni, Roma 2001
- Stanislavkij. Dal lavoro dell'attore al lavoro su di sé, Laterza, Roma-Bari 2004
- Le sezioni La mente dilatata, Il sistema di Stanislavskij e Testo e scena in Eugenio Barba e Nicola Savarese (a cura di), L'arte segreta dell'attore, Ubuliberi, Milano 2005
- Il filo rosso. Teatro e taccuini (1999-2006), Officina, Roma 2007
- Craig, Grotowski, Artaud. Teatro in stato d'invenzione, Laterza, Roma-Bari 2009
- L'attore che vola. Boxe, acrobazia, scienza della scena, Bulzoni, Roma 2010
- L'Arca di Noè e altre storie di teatro, a cura di Valentina Venturini, Napoli: Editoriale scientifica, 2014
- La Calandria. Commedia e festa del Rinascimento, Bologna, Cue Press, 2015. ISBN 9788898442690.
- Grotowski e Gurdjieff, Napoli: Editoriale scientifica, 2019
- Terzo teatro. Un grido di battaglia, con Eugenio Barba, Nicola Savarese, Julia Varley, a cura di Claudio La Camera, La Bussola, Genzano di Roma 2021. ISBN 9791280317049.

opere teatrali e letterarie
- Variando (per la radio, pubblicato su "Terzoprogramma" n. 3, 1970, regia di Andrea Camilleri)
- Cosa sente il dottor Andrea Marchi (per la radio, anche regia)
- Tema di Orfeo (per la radio, anche regia)
- Entro il margine d'errore, Einaudi, Torino 1970
- Analisi armoniche, Einaudi, Torino 1973
- Piccole abilità, RAI-Eri, Torino 1976